# Dominic Leclerc
Dominic Leclerc est un réalisateur, directeur de la photographie, monteur et artiste numérique.

## Biographie
Originaire de Rouyn-Noranda, Dominic Leclerc, est réalisateur, directeur de la photographie et monteur. Il est reconnu pour l'authenticité, la finesse, ainsi que la qualité de ses films d'auteur et il se démarque par une volonté de favoriser la création artistique au cœur de sa région, tout en capturant l'essence de son territoire à travers ses œuvres.
Il fait ses débuts avec des séries télévisées documentaires, webséries et des créations numériques pour le théâtre ou les arts visuels, puis entame une carrière aux créations variées.

## Carrière
Il fait ses premiers pas dans l'univers du cinéma et de la télévision en 2006, à la suite de sa participation au Rallye Müvmédia. Il a ensuite des contrats pour la télévision québécoise.
Sa maîtrise du médium vidéo lui a permis de travailler dans le domaine du théâtre, avec des réalisations comme que Bascule sur la route, en 2009, AT@MTL, en 2010 et Juliette et Victorin, en 2013, et dans les arts visuels, avec des projets comme Stimulation totale, en 2009, Scalène - collectif triangle, en 2014 et Rétrospective 5 5 : Le merveilleux normal – Roger Pelerin, en 2023,,. Il crée également des projections architecturale (mapping) pour différents événements, comme la projection 75 ans de fierté, sur l'édifice de la Caisse Desjardins à Rouyn-Noranda ou durant le festival de musique émergente.
En 2011, Dominic a réalisé avec l'aide d'Isabelle Rivest, la websérie Le stage de Kassandra, nommée aux prix Gémeaux. Il a co-créé la websérie documentaire RNBLOG, avec le photographe Christian Leduc en 2015. En parallèle à ses projets artistique, il a également réalisé un grand nombre de publicités et de bandes-annonces pour différentes organisations en Abitibi-Témiscamingue, telles que le Festival de musique émergente, Tourisme Abitibi-Témiscamingue et l’Université du Québec en Abitibi-Témiscamingue.
En 2013, il réalise son premier long-métrage documentaire Alex marche à l’amour, en collaboration avec le comédien Alexandre Castonguay. Ce partenariat s’est poursuivi en 2018 avec le film  Les chiens-loups, qui a remporté le Grand-Prix Hydro-Québec au Festival du cinéma international en Abitibi-Témiscamingue et le Programmer’s choice award au Bushwick film festival de New-York,,,,,.
Dominic Leclerc a contribué à de nombreux projets artistiques, en tant que directeur de la photographie et monteur, sur des films et des émissions de télévision variés, tels que Voir Ali, de Martin Guérin en 2009, Danse avec elles, en 2014 et Habiter le mouvement, un récit en dix chapitres, de Béatriz Mediavilla.
Le 29 octobre 2022, Dominic a présenté son dernier documentaire Pour nous chez nous, au Festival du cinéma international en Abitibi-Témiscamingue, et a fait partie du jury Espace court lors de la 41e édition du festival,.
Depuis l'automne 2023, il tient une chronique régulière dans l'émission Dessine-moi un matin, animé par Franco Nuovo à la Première Chaîne de la radio de Radio-Canada.

## Filmographie
Comme réalisateur
- 2010 : Entre l'épinette et la licorne[18]
- 2011 : Le stage de Kassandra[19]
- 2013 : Alex marche à l'amour[20]
- 2018 : Culturat[21]
- 2019 : Les Chiens-loups[22]
- 2022 : Pour nous chez nous[23]
- 2023 : Agorus Désiris
- 2023 : Défier l'impossible

Comme directeur de la photographie
- 2009 : Voir Ali
- 2010 : Entre l'épinette et la licorne[2]
- 2011 : Le stage de Kassandra
- 2014 : Danse avec elles, de Béatriz Mediavilla
- 2018 : Culturat
- 2019 : Les Chiens-loups
- 2019 : Le défi
- 2020 : Habiter le mouvement, un récit en dix chapitre, de Béatriz Mediavilla
- 2020 : Code Québec
- 2022 : Axiomata, de Béatriz Mediavilla
- 2023 : Agorus Désiris
- 2023 : Défier l'impossible[24]

## Récompenses
- Concours Müvmedia 2006 : prix du public.
- Festival du cinéma international en Abitibi-Témiscamingue 2019 : Grand Prix Hydro-Québec (Les Chiens-loups)[25].
- Bushwick Film Festival de New York 2020 : Prix Programmer's choice (Les chiens-loups)[26].